# Dětřichov u Moravské Třebové
Dětřichov u Moravské Třebové je obec, která se nachází v okrese Svitavy v Pardubickém kraji. Žije zde 184 obyvatel.

## Historie
První písemná zmínka o obci pochází z roku 1321, kdy Boreš III. z Rýzmburka udělil ves lénem svému příteli Tylovi Ziegenkopfovi a jeho manželce Agnes/Anežka. Roku 1361 je uváděn majitelem léna Mertlin z Dětřichova (tvrz Schlossberk), jemuž jej potvrdil Jindřich z Lipé. Roku 1412 vzala Kateřina, vdova po Mertlíku z Gehenreitu (řečeném Kuss), na spolek na věno v Uličce svého nového chotě Jana z Babic. V letech 1365–1490 byl Dětřichov součástí třebovského panství a od roku 1490 náležel třebovskému špitálu.
V roce 1350 se část obce (ulice) oddělila a teprve v roce 1440 byla přifařena ke Starému Městu. Dříve se obec jmenovala Dittersdorf, Dietrichsdorf, Mostečné, Mostečná nebo Ulička. Vesnice byla v historii majetkově spojena s panstvím Moravské Třebové stran hospodářského zázemí. Procházela tudy kupecká stezka, kterou střežila tvrz uprostřed obce, obehnaná vodními příkopy a strážní věží poblíž dnešní kaple. Původně slovanská obec byla dosídlována německými kolonisty v rámci tzv. vnitřní kolonizace ve 13. stol. Po odstoupení pohraničí se obec stala v roce 1938 součástí Třetí říše. Za války byl na území obce tzv. porodní tábor. Po válce a odsunu Němců je v obci jen české obyvatelstvo. Obec byla sloučena se Starým Městem od roku 1976 do roku 1990. Nový vodovod je v obci od roku 1989, plynofikace obce v roce 2000.

## Pamětihodnosti
- kulturní památka ČR – Památník nacistických obětí (postaven v roce 1955)
- kaple sv. Anny
- 6 kamenných křížů

## Galerie

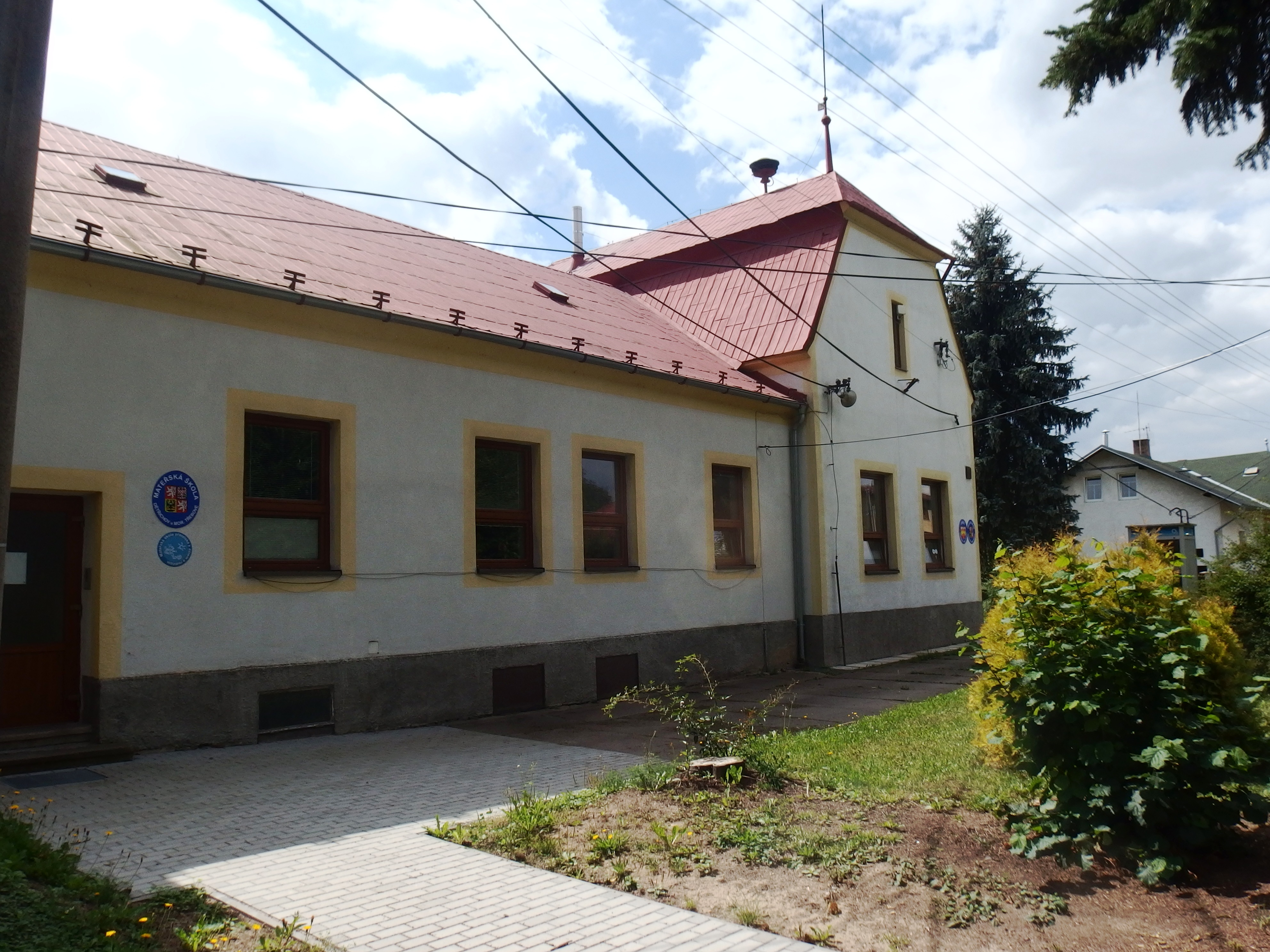
Obecní úřad a mateřská škola
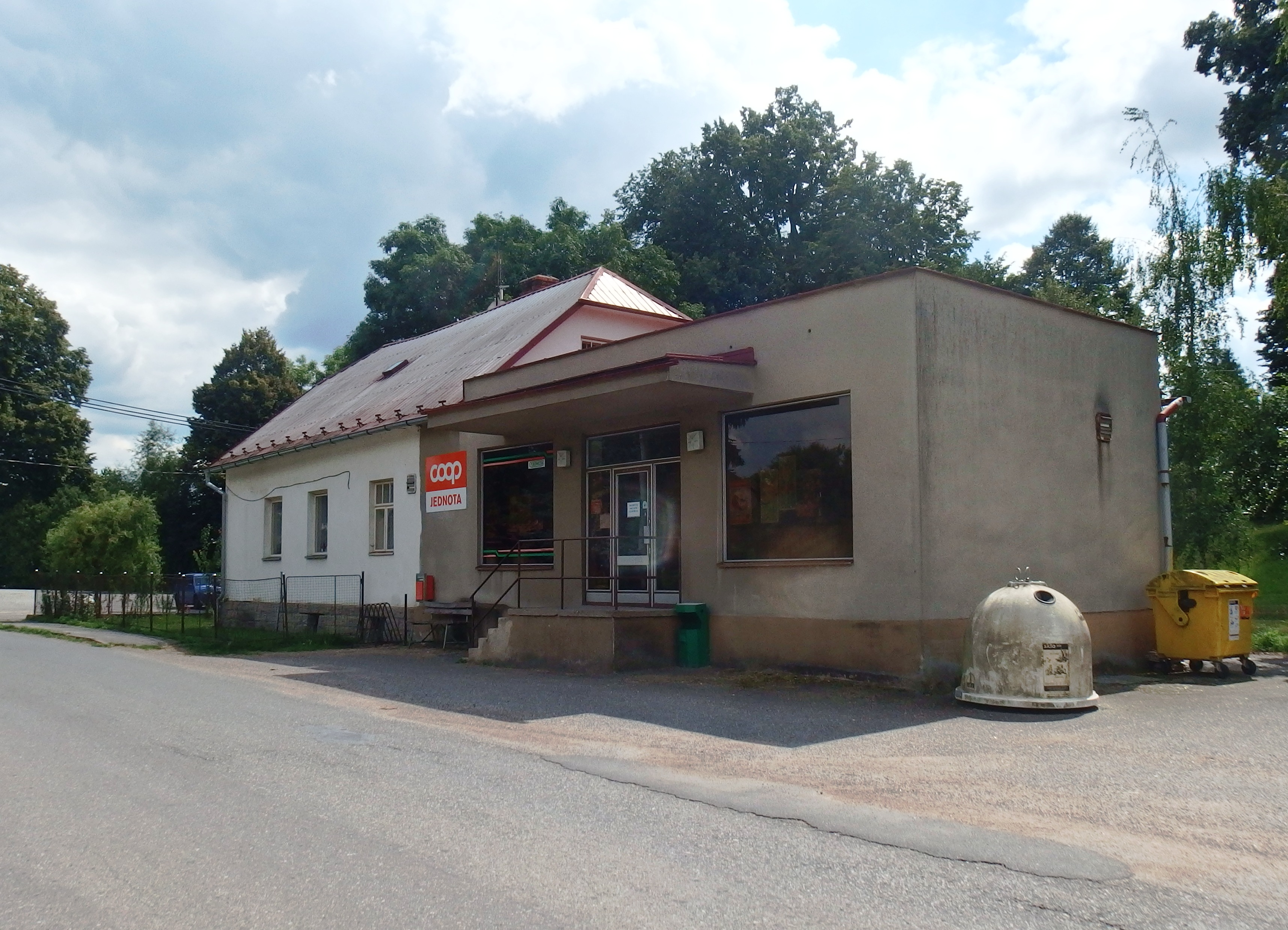
Prodejna COOP
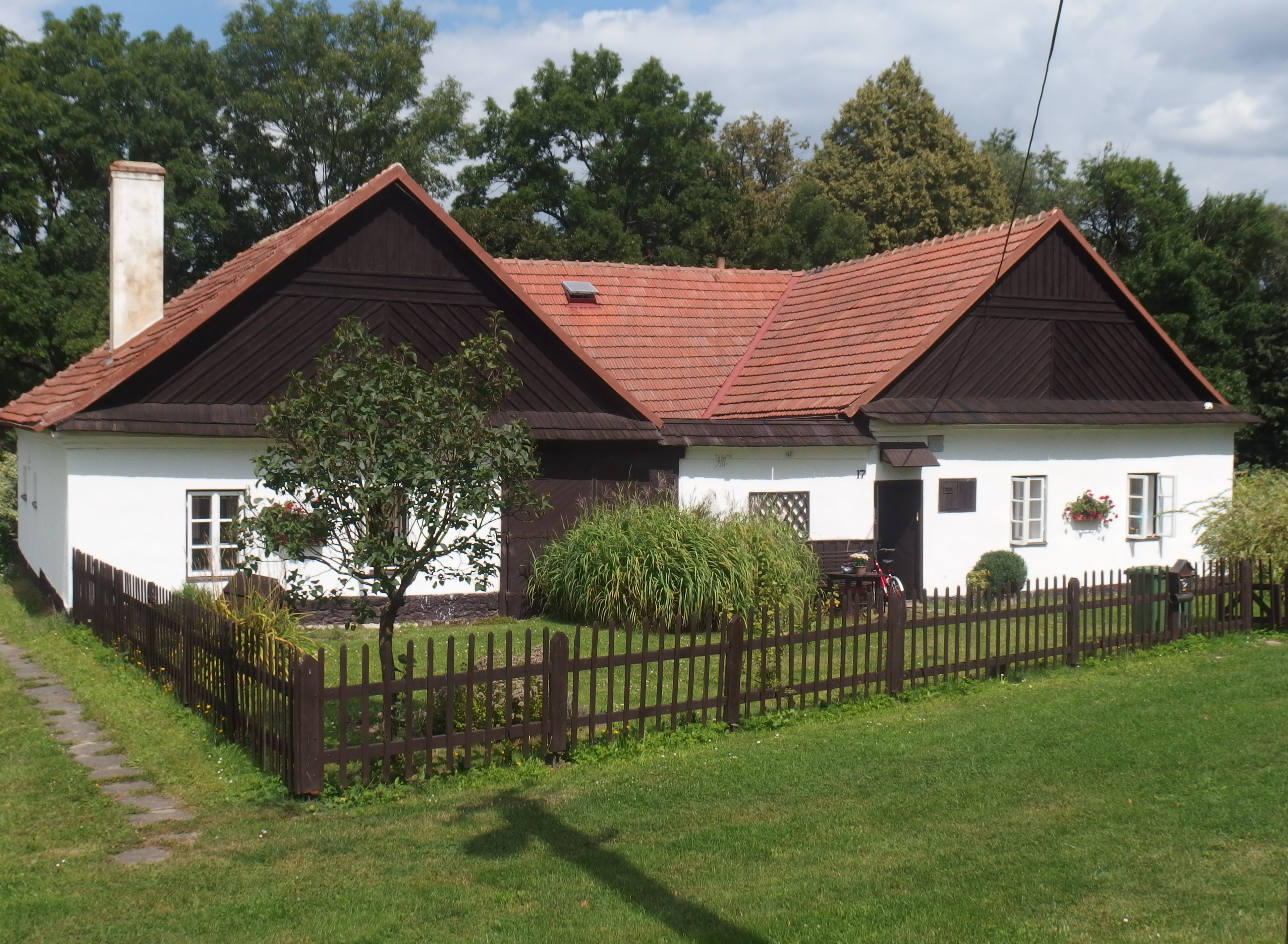
Udržované stavení
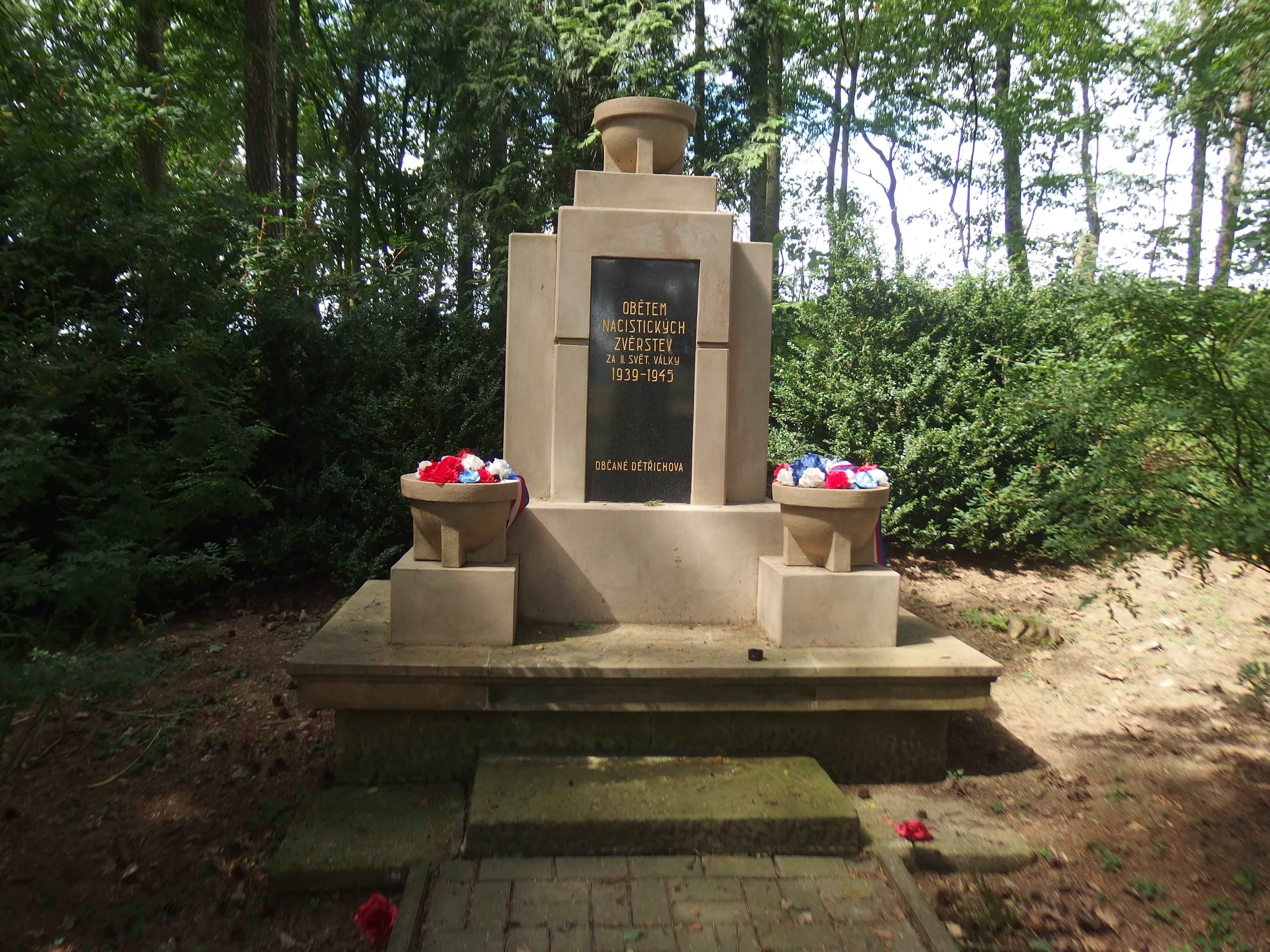
Pomník na místě ženského koncentračního tábora